# Thorsten Flinck
Thorsten Flinck, född 17 april 1961 i Solna församling, Stockholms län, är en svensk skådespelare, musiker och regissör.

## Biografi
Flinck växte upp tillsammans med sin tvillingbror Richard i Huvudsta i Solna. Deras far var fransk-marockan. Bröderna bildade 1977, tillsammans med några vänner, musikgruppen Rockvindar och deras album Första gången släpptes 1980. Bandet förde in kabarén i sin musik och framförde sketcher till bakgrunden av tungt rockkomp. Han var ungdoms- och konfirmandledare i Solna församling åren 1975–1980. Tillsammans med Annika Jankell, som var hans partner 1991–1996, har han döttrarna Félice och Happy Jankell.

## Skådespelarkarriär

### Utbildning och TV/film
Flinck började sin teaterutbildning 1977 och utexaminerades från Teaterhögskolan i Stockholm 1984 tillsammans med bland andra Peter Dalle och Claes Månsson. Sin filmdebut gjorde han i TV-serien Peters Baby 1978 och sin regidebut 1989 av Fordringsägare. TV-serien Goltuppen, skriven av Leif G.W. Persson, från 1991 är Thorsten Flincks genombrott.
Tillsammans med Pernilla Wahlgren var han programledare i SVT:s jullovsmorgon Morgonstjärnan 1985. Programmet ramades in av korta sketchliknande scener. År 1987 arbetade Flinck och Peter Dalle med det gemensamma projektet Spökhotellet. Han har även medverkat i en lång rad TV- och filmproduktioner för bland annat Sveriges Television. Han hade ett stående inslag i samhällsprogrammet Hetluft i TV4 åren 2003–2004.
Flinck har spelat in flera pjäser, vilka han regisserat och även spelat huvudrollen i, för TV4. August Strindbergs Paria spelades in 2003 samt Strindbergs Den Starkare, där han spelade mot Mikael Persbrandt, spelades in 2004.  Strindbergspjäsen Fordringsägare spelades in 2008 och Sven Delblancs Maskeraden 2008. Strindbergspjäsen Fadren spelades in 2010. Han har läst rysarnoveller i TV4+ 2007.
Flinck medverkade i serien Hemlös som spelades in för Utbildningsradion 2009 och han medverkade i en serie satiriska inslag, där han utifrån egen erfarenhet personifierade en bostadslös skådespelare.
Han medverkade 2011 i en serie reklamfilmer för bilmärket MINI. 2011 medverkade han i programmet  Vem tror du att du är? på SVT1 för att ta reda på mer om sitt marockanska ursprung.

### Radio
Vid Sveriges Radios P1 har Thorsten Flinck läst rysarnoveller 1997 under namnet "Mannen i svart" och för vilket han vann en inofficiell världsmästartitel i radio i Italien med motiveringen "vad en ensam röst och en tekniker kan göra". Han har även vid ett flertal tillfällen medverkat i Dagens Dikt i radions P1 samt någon enstaka gång i Novellen och Radioteatern.

### Teater
Flinck var anställd vid Stockholms Stadsteater 1985–1989, samt på Dramaten 1990–2002, där han verkade som både skådespelare och regissör. Som regissör vid Dramaten är Flinck främst känd för sina uppsättningar av Herr Puntila och hans dräng 1996, Lång dags färd mot natt 1998 samt Den goda människan i Sezuan 1998. Som skådespelare vid Dramaten medverkade han bland annat i Romeo och Julia 1991, Tant Blomma 1993 och Misantropen 1995. Vid Uppsala Stadsteater spelade han 1997 huvudrollen i Strindbergs pjäs Gustav III.
På Pistolteatern spelade Thorsten Flinck i två uppsättningar, Spindelkvinnans kyss 1988–1989, samt Fröken Julie 1989. Båda uppsättningarna regisserade av Christian Tomner.
Tillsammans med Ulrika Holmgaard, Charlotta Larsson och Lena Nilsson formerade han gruppen Grupp 98 vid Teater Plaza, där Flinck fungerade som regissör, skådespelare och konstnärlig ledare. Vid Teater Plaza regisserade Thorsten Flinck bland annat  Tre systrar 1994, En handelsresandes död 1996, Maskeraden 1999, Fadren 1999–2001 och Flinck goes Wilde 2002.
På Teater Plaza regisserade Flinck 1995 Sverigepremiären av Werner Schwabs Presidentskorna med bland annat Charlotta Larsson i en av de tre kvinnliga rollerna.
Flinck spelade Doktor Flinck en egen version av Hjalmar Söderbergs roman Doktor Glas och där han gestaltade samtliga roller själv samt August Strindbergs Paria på olika scener runt om i Sverige under olika perioder på 2000-talet.
År 2009 regisserade han scenuppsättningen av Natt med gäster.

## Musik
Flinck satte samman musikgruppen Flincka Fingrar 2002. Den svenske dokumentärfilmaren Peter Gaszynski gjorde en konsertfilm med bandet som visades på SVT1 2004. Thorsten Flinck släppte, tillsammans med Flincka Fingrar, albumet Vildvuxna rosor år 2005 med musik av bland andra Björn Afzelius och Dan Hylander. "Min vackre son" släpptes som singel som Flinck framför tillsammans med bluesartisten och proggikonen Totta Näslund.
År 2008 bildade han Revolutionsorkestern och man gav ut albumet Thorsten Flinck och Revolutionsorkestern 2011. På skivan gjorde man nytolkningar av verk signerade bland andra Townes Van Zandt och Nick Cave, samt stycken ur den svenska visfloran, allt inramat i rock- och balladformen. "Långt bort högt upp i det blå" släpptes som singel.
Under de senaste åren har Flinck vid sina spelningar ofta ackompanjerats av gitarristen Kenny Håkansson. Man framför bland annat visor, ballader, rock och country, men även dikter och monologer. Gemensamt för dem är att de skildrar den lilla människan. Musiken är skriven av bl. a. Björn Afzelius, Dan Hylander, Ulf Dageby, Plura Jonsson, Evert Taube, Nick Cave, Townes Van Zandt, och poesin av Kent Andersson och Dan Andersson.
Albumet En dans på knivens egg släpptes 2012 med bland annat flera låtar av Ted Ström. Dan Hylanders "Hjärtats slutna rum" släpptes som singel.
2012 medverkade Flinck och kompbandet Revolutionsorkestern i Melodifestivalen med låten "Jag reser mig igen". Där han gick till final via "Andra chansen" i Nyköping där han slog ut Sean Banan. I finalen så hamnade Flinck på en åttonde plats totalt, inräknat de utländska jurygruppernas röster, men om man skulle räknat enbart de röster som gavs av svenska folket, skulle han ha hamnat på en tredjeplats. Flinck medverkade också till Kartellens album Ånger&Kamp i låten "Ett bättre liv".
Flinck har även spelat in musik tillsammans med Caj Karlsson.
Han diskades från Melodifestivalen 2020, då han står åtalad för brott efter ett trafikbråk. Hans låt, Miraklernas tid, framfördes istället av Jan Johansen.

## Erkännande, i kulturen

### Utmärkelser
1995 fick han Läkerols svenska kulturpris. Han tilldelades Svenska Dagbladets Thaliapris 1997, vilket är ett kultur- och teaterpris, främst för sitt regiarbete. Samma år, 1997, tilldelades han av Svenska Akademien Carl Åkermarks stipendium till förtjänta artister inom svensk teater. Skådespelaren och regissören Thorsten Flinck tilldelades 2016 års Cornelis Vreeswijk-stipendiet på en halv miljon kronor.

### Om Thorsten Flinck
Thorsten Flinck porträtterades i tv-dokumentären Thorsten Flinck. Ett konstnärsporträtt som visades i TV3 år 2002.

## Diskografi
- 1979 – På lörda e re fest hos Catrin, med i gruppen Rockvindar
- 1980 – Första gången, med i gruppen Rockvindar
- 1982 – Lys upp mitt mörker, med i gruppen Rockvindar
- 2005 – Vildvuxna rosor
- 2011 – Thorsten Flinck och Revolutionsorkestern
- 2012 – En dans på knivens egg
- 2014 – Till flickorna på Upplandsgatan 71 från fiaskot mittemot
- 2015 – Kan inte minnas av Caj karlsson (Flinck medverkande på en låt)
- 2020 – Miraklernas tid (singel)

## Filmografi, i urval
- 1978 – Peters baby (TV-serie)
- 1981 – Babels hus (TV-serie)
- 1984 – Annika – en kärlekshistoria (TV-serie)
- 1984 – Två solkiga blondiner
- 1984 – Äntligen!
- 1986 – Min pappa är Tarzan
- 1986 – Prästkappan (TV-serie)
- 1986 – Grötbögen
- 1986 – Bödeln och skökan
- 1986 – Hassel – Anmäld försvunnen
- 1987 – Don Juan
- 1988 – Kråsnålen (TV)
- 1988 – Strul
- 1989 – Alla älskade Alice
- 1991 – Kalle Stropp och Grodan Boll på svindlande äventyr (röst)
- 1991 – Goltuppen (TV)
- 1991 – Mord och passion (TV-serie)
- 1992 – Nordexpressen (TV)
- 1993 – Sökarna
- 1994 – Rapport till himlen (TV)
- 1995 – Sommaren
- 1997 – Grötbögen
- 1997 – Jag är din krigare
- 2004 – Ett hål i mitt hjärta
- 2004 – Den starkare (TV)
- 2004 – Thorsten Flinck och Flincka Fingrar (TV)
- 2004 – Zombie Psycho Sthlm
- 2005 – Blodsbröder
- 2006 – Uro
- 2006 – Sökarna 2
- 2008 – Fordringsägare (TV)
- 2009 – Hemlös (TV)
- 2009 – Maskeraden (TV)
- 2010 – Skavlan (TV)
- 2010 – Teatersupén (TV)
- 2010 – Spindelgången
- 2011 – Fadren (TV)
- 2011 – Anno 1790 (TV)
- 2012 – Melodifestivalen (TV)
- 2012 – Skavlan (TV)

## Teater

### Roller (ej komplett)
| År   | Roll        | Produktion                                                            | Regi                    | Teater                 |
| ---- | ----------- | --------------------------------------------------------------------- | ----------------------- | ---------------------- |
| 1983 |             | Rosornas krig William Shakespeare                                     | Elisabeth G. Söderström | Stockholms stadsteater |
| 1985 | Georges     | Spökhotellet (L'Hôtel du libre-échange) Georges Feydeau               | Peter Dalle             | Reginateatern          |
| 1991 | Johannes    | Amorina Carl Jonas Love Almqvist                                      | Peter Stormare          | Dramaten               |
| 1991 | Romeo       | Romeo och Julia (The Tragedy of Romeo and Juliet) William Shakespeare | Peter Langdal           | Dramaten               |
| 1993 | Tant Blomma | Tant Blomma Kristina Lugn                                             | Richard Looft           | Dramaten               |

### Regi (ej komplett)
| År   | Produktion                                                | Upphovsmän     | Teater   |
| ---- | --------------------------------------------------------- | -------------- | -------- |
| 1998 | Den goda människan från Sezuan Der gute Mensch von Sezuan | Bertolt Brecht | Dramaten |